# پورا
پورا شهری در شهرستان پورا در استان باله در بورکینافاسوی جنوبی است و جمعیت آن ۶۲۶۶ نفر است.